# قطعنامه ۶۱۴ شورای امنیت
قطعنامه ۶۱۴ شورای امنیت سازمان ملل متحد که در تاریخ ۱۵ ژوئن ۱۹۸۸ تصویب شد، سندی بین‌المللی دربارهٔ قبرس است. این قطعنامه طی نشست ۲۷۷۱ام با ۱۵ رای موافق، ۰ مخالف و ۰ ممتنع تصویب شد.